# 畫出浪漫
畫出浪漫，是美國出生的日本現役純種競賽馬匹。目前主要勝利有2022年新西蘭盃。

## 出賽前
2019年3月2日出生於美國Nursery Place & Partners，成長途中被CyberAgent社長兼馬主藤田晉購入並引入日本。
其後交由栗東競馬中心練馬師森秀行訓練。

## 競賽生涯

### 2歲
2021年8月22日出戰小倉競馬場2歲新馬戰，維持於先頭第三、四位置下未能於直路順利加速，最終無法追上大成明亮下亦被Danon Early超越，以第三完賽。
1星期後出戰2歲未勝利戰並嘗試泥地賽事，選擇前置下保持於領放馬K T Soldier後方，最終未能迫近對手下被彈離2 1/2馬位落敗。
稍為休養2個月過後於10月24日出戰2歲未勝利戰，同時重返草地賽事並增程。比賽開始後，其隨即搶佔位置進行領放並於大部份時間均處於先頭，但與第四彎道逐漸被透出的大海女神壓制下再度以第二落敗。
3星期後第三度出戰2歲未勝利戰，再度採用領放戰術下於直路展現優秀的反應，瞬間加速加不斷拉開後方的距離，最終以3 1/2馬位優勢取得首勝。
11月28日在秋海棠賞因受到疲態營養僅跑獲第六後，於12月18日挑戰公開賽中京兩歲錦標。比賽開始後，其再度於以優秀的反應搶佔位置展開領放，並以較為穩定的步速前進。進入直路後，其仍然未表現出任何力弱的跡象，繼續加速轟出全長最快末腳下以3 1/2馬位優勢戰勝對手，亦成功以1分8.4秒的完賽時間將2016年湘南強盛的紀錄推前0.1秒。

### 3歲
2022年2月27日以表列賽木茼蒿錦標作為首戰，因為前方位置爭奪較為激烈下選擇於第四的位置等待，並於最後彎道開始發力。進入直路後，其迅速於所在位置加速爬升，最終成功超越前方所有對手取得勝利。
4月9日出戰新西蘭盃，為其首次出戰分級賽。比賽開始後，其順利佔先並搶佔先機進行領放，於最後彎道時仍然保持領先。進入直路後，其於前方以不俗的走勢堅守位置，雖然中團一度被大熱門摩天獵戶迫近至並排狀態，但隨後成功展現韌性下成功抵擋壓力，以頭位優勢取得首個分級賽冠軍，亦為馬主藤田晉帶來首個分級賽優勝。
5月8日按照計劃出戰NHK一哩賽，然而於出閘前因撞到閘門以漏閘，因而需要維持於最後方位置追走。進入直路後，騎師武豐選擇將其抽出外檔加速，最終雖然跑出優勢的後600米33.9秒末腳速度，但仍然未能扭轉局面以第七落敗。
進入秋季後其原定以人馬錦標作為目標，但於賽前因左前腳挫傷而避戰並進入休養。

### 4歲
2023年1月4日返回馬房調整，但於7月30日才復出出戰1000米直路賽事夏季短途錦標。比賽開始後，其於中檔的位置推進並進展先團位置，但於後半段未能保持走勢，最終和Sin City一同跑獲平頭第六。
9月10日以人馬錦標作為目標，比賽初段因為出閘不順並且受到內閃的竹園飛劍及旅程愉快影響，因而未能搶佔位置下僅能於中團內欄位置等待時機。進入直路後，其仍然未能尋找到突破的時機，最終僅加速一小段路程下以第六完賽。
其後原定出戰短途馬錦標但被排除於出賽名單外，因而以表列賽蛋白石錦標作為目標。比賽開始後，其於所在的外檔位置逐步進佔內欄先頭，並於第四彎道時候經已上前取得連勝。進入直路後，其仍然維持不俗的走勢，然而於最後100米時突然急劇失速被其他對手超越，最終以第十三大敗。
完成以上賽事後，其進入了長期休養。

### 5歲
2024年12月22日復出出戰公開賽臨空錦標，比賽初段選擇進佔中團的位置逐步推進，於直路上在中檔望空，但衝勢甚弱之下未能上前，最終跑獲第九的戰績。

### 6歲
2025年首戰選擇為三級賽絲路錦標，比賽途中維持於中團靠後位置推進，於進入直路後於中檔位置開始發力，但一直未能衝出下以第十一落敗。
2月22日繼續出戰阪急盃，比賽初段於外檔位置透出搶佔先頭，一直維持於領放馬朝霞大王後方。進入直路後，其雖然進入望空狀態開始加速，但力弱下逐步失速墮後，最終以尾二第十七大敗。

### 詳細賽績
| 日期       | 舉辦國家 | 馬場 | 距離   | 級別 | 賽事名稱     | 負重 | 騎師     | 馬號 | 出馬 | 名次 | 時間   | 頭馬（二馬）     |
| ---------- | -------- | ---- | ------ | ---- | ------------ | ---- | -------- | ---- | ---- | ---- | ------ | ---------------- |
| 22/8/2021  | 日本     | 小倉 | 草1200 |      | 2歲新馬      | 54   | 武豐     | 4    | 14   | 3    | 1:10.1 | 大成明亮         |
| 29/8/2021  | 日本     | 小倉 | 泥1000 |      | 2歲未勝利    | 54   | 濱中俊   | 9    | 9    | 2    | 0:59.3 | K T Soldier      |
| 24/10/2021 | 日本     | 阪神 | 草1400 |      | 2歲未勝利    | 55   | 武豐     | 6    | 16   | 2    | 1:21.3 | 大海女神         |
| 13/11/2021 | 日本     | 阪神 | 草1400 |      | 2歲未勝利    | 55   | 武豐     | 2    | 16   | 1    | 1:22.2 | （Perseverance） |
| 28/11/2021 | 日本     | 東京 | 草1600 |      | 秋海棠賞     | 55   | 武豐     | 4    | 8    | 6    | 1:34.9 | Red Radiance     |
| 18/12/2021 | 日本     | 中京 | 草1200 | OP   | 中京兩歲錦標 | 55   | 武豐     | 7    | 9    | 1    | 1:08.4 | （出奇制勝）     |
| 27/22/2022 | 日本     | 阪神 | 草1200 | L    | 木茼蒿錦標   | 56   | 武豐     | 7    | 13   | 1    | 1:08.0 | （Shonan Mach）  |
| 9/4/2022   | 日本     | 中山 | 草1600 | GII  | 新西蘭盃     | 56   | 武豐     | 6    | 11   | 1    | 1:33.5 | （摩天獵戶）     |
| 8/5/2022   | 日本     | 東京 | 草1600 | GI   | NHK一哩賽    | 57   | 武豐     | 13   | 18   | 7    | 1:32.9 | 野田赤蠍         |
| 30/7/2023  | 日本     | 新潟 | 泥1000 | GIII | 夏季短途錦標 | 58   | 戶崎圭太 | 6    | 18   | 6    | 0:55.5 | All at Once      |
| 10/9/2023  | 日本     | 阪神 | 草1200 | GII  | 人馬錦標     | 57   | 武豐     | 5    | 15   | 6    | 1:07.6 | 竹園飛劍         |
| 8/10/2023  | 日本     | 京都 | 草1200 | L    | 蛋白石錦標   | 57.5 | 武豐     | 17   | 18   | 14   | 1:09.1 | Meisho Gensen    |
| 22/12/2024 | 日本     | 京都 | 泥1200 | OP   | 臨空錦標     | 59   | 團野大成 | 14   | 16   | 9    | 1:12.9 | Don Amitie       |
| 2/2/2025   | 日本     | 京都 | 草1200 | GIII | 絲路錦標     | 57   | 中井裕二 | 10   | 16   | 11   | 1:09.2 | 榮進劍豪         |
| 22/2/2025  | 日本     | 京都 | 草1400 | GIII | 阪急盃       | 57   | 橫山典弘 | 14   | 18   | 17   | 1:22.9 | 五雪峰           |

## 血統簡介
父系超妥當亦為美國賽駒，曾勝出一級賽帝皇主教錦標。祖父Southern Halo為美國賽駒，生涯戰績不俗，曾於一級賽事超級打吡及Swaps錦標中跑獲亞軍。
母系Goodbye Stranger為美國賽駒，生涯出戰三場賽事全敗。外祖父Broad Brush為美國賽駒，生涯曾勝出多項泥地賽事，包括一級賽活特紀念錦標、紐約新市鎮錦標、美度蘭斯錦標及聖雅尼塔讓賽。

### 血統表
| 父線：Halo系（Hail to Reason系）                                         |                                 |                            |                |
| 種馬 超妥當 1997年（深棗色）                                             | Southern Halo 1983年（棗色）    | Halo                       | Hail to Reason |
| 種馬 超妥當 1997年（深棗色）                                             | Southern Halo 1983年（棗色）    | Halo                       | Cosmah         |
| 種馬 超妥當 1997年（深棗色）                                             | Southern Halo 1983年（棗色）    | Northern Sea               | 北地舞人       |
| 種馬 超妥當 1997年（深棗色）                                             | Southern Halo 1983年（棗色）    | Northern Sea               | Sea Sega       |
| 種馬 超妥當 1997年（深棗色）                                             | Woodmans Girl 1990年（棗色）    | 木人                       | 淘金者         |
| 種馬 超妥當 1997年（深棗色）                                             | Woodmans Girl 1990年（棗色）    | 木人                       | Playmate       |
| 種馬 超妥當 1997年（深棗色）                                             | Woodmans Girl 1990年（棗色）    | Becky be Good              | Narkra         |
| 種馬 超妥當 1997年（深棗色）                                             | Woodmans Girl 1990年（棗色）    | Becky be Good              | Good Landing   |
| 繁殖雌馬 Goodbye Stranger                                                | Broad Brush 1983年（棗色）      | Ack Ack 1966年（棗色）     | Battle Joined  |
| 繁殖雌馬 Goodbye Stranger                                                | Broad Brush 1983年（棗色）      | Ack Ack 1966年（棗色）     | Fast Turn      |
| 繁殖雌馬 Goodbye Stranger                                                | Broad Brush 1983年（棗色）      | Hay Patcher 1973年（棗色） | Hoist the Flag |
| 繁殖雌馬 Goodbye Stranger                                                | Broad Brush 1983年（棗色）      | Hay Patcher 1973年（棗色） | Turn to Talent |
| 繁殖雌馬 Goodbye Stranger                                                | Prime Investor 1996年（深棗色） | Deputy Minister            | Vice Regent    |
| 繁殖雌馬 Goodbye Stranger                                                | Prime Investor 1996年（深棗色） | Deputy Minister            | Mint Copy      |
| 繁殖雌馬 Goodbye Stranger                                                | Prime Investor 1996年（深棗色） | Starushka                  | Sham           |
| 繁殖雌馬 Goodbye Stranger                                                | Prime Investor 1996年（深棗色） | Starushka                  | What a Treat   |
| 雌系：Rowes Bud系（號族：8-c）                                           |                                 |                            |                |
| 五代內近親交配：北地舞人 4×5、Turn-to 5×5×5、Cherokee Rose + Sequoia 5×5 |                                 |                            |                |

## 命名由來
名字中Jean Gros（ジャングロ）出自一款同名葡萄酒，亦有一说為出自法國畫家：安東萬-尚·葛羅之名字，香港則取後者來源，翻譯為「畫出浪漫」，然而值得留意的是，尚·葛羅本人並非浪漫主義畫家，而是新古典主義畫家。